# Comuna Crângeni, Teleorman
Crângeni este o comună în județul Teleorman, Muntenia, România, formată din satele Balta Sărată, Crângeni (reședința), Dorobanțu și Stejaru.

## Demografie
Componența etnică a comunei Crângeni
     Români (90,94%)
     Alte etnii (0,35%)
     Necunoscută (8,71%)
Componența confesională a comunei Crângeni
     Ortodocși (84,74%)
     Adventiști (5,98%)
     Alte religii (0,31%)
     Necunoscută (8,97%)
Conform recensământului efectuat în 2021, populația comunei Crângeni se ridică la 2.274 de locuitori, în scădere față de recensământul anterior din 2011, când fuseseră înregistrați 2.878 de locuitori. Majoritatea locuitorilor sunt români (90,94%), iar pentru 8,71% nu se cunoaște apartenența etnică. Din punct de vedere confesional, majoritatea locuitorilor sunt ortodocși (84,74%), cu o minoritate de adventiști (5,98%), iar pentru 8,97% nu se cunoaște apartenența confesională.

## Politică și administrație
Comuna Crângeni este administrată de un primar și un consiliu local compus din 11 consilieri. Primarul, Florin-Stelian Pîrvan[*], de la Partidul Național Liberal, este în funcție din octombrie 2020. Începând cu alegerile locale din 2024, consiliul local are următoarea componență pe partide politice:
|  | Partid                     | Consilieri | Componența Consiliului | Componența Consiliului | Componența Consiliului | Componența Consiliului | Componența Consiliului | Componența Consiliului |
|  | -------------------------- | ---------- | ---------------------- | ---------------------- | ---------------------- | ---------------------- | ---------------------- | ---------------------- |
|  | Partidul Național Liberal  | 6          |                        |                        |                        |                        |                        |                        |
|  | Partidul Social Democrat   | 4          |                        |                        |                        |                        |                        |                        |
|  | Partidul Mișcarea Populară | 1          |                        |                        |                        |                        |                        |                        |

## Monumente istorice
Singurul monument istoric din comuna Crângeni este baia comunală (astăzi grădinița), situată în satul Crângeni, și datează din anul 1912.

## Istorie
La sfârșitul secolului al XIX-lea, comuna făcea parte din plasa Călmățuiul a județului Teleorman și era alcătuit doar din satul Crângeni, cu o populație de 1793 de locuitori. În comună funcționa o școală mixtă cu 43 de elevi și o biserică. La acea vreme, în aceiași plasă mai funcționa și comuna Dorobanțu, alcătuit decât din satul Dorobanțu, cu o populație de 1289 de locuitori. În comună funcționa o școală mixtă cu 29 de elevi și o biserică.
Anuarul Socec din 1925 consemnează apariția comunei Balta Seacă, alcătuită doar din satul Balta Seacă, în plasa Roșiorii de Vede a aceluiași județ și cu o populație de 1236 de locuitori. Comunele Crângeni și Dorobanțu sunt consemnate în aceeași plasă și cu o populație de 2520 de locuitori, respectiv 1568 de locuitori.
În anul 1950, comuna a trecut în administrația raionului Roșiorii de Vede al regiunii Teleorman, raion care, doi ani mai târziu, a fost inclus în regiunea București.
În anul 1968, comuna a trecut la județul Teleorman cu actuala structură.
După Al Doilea Război Mondial, oamenii au fost împroprietăriți prin reforma agrară menită sa grabească comunizarea țării, li s-au dat locuri de casă, între Călmățui, Poala Pădurii (resturi ale pădurii nebune) și Lacul Sava. Oamenii nu se poate spune că au prosperat aici, în schimb, cei cu darul muncii și cu înțelepciunea de care auzim în poveștile populare, au trăit pe-un picior de plai, pe-o gură de rai. Bătăturile s-au umplut repede de copii și lunca răsuna de cântări în sărbători. Iernile erau frumoase de grele iar primăverile umpleau câmpurile de verdeață, piepturile de aer reavăn și sufletele de dorințe netăvilite. Ca orice sat, Satul Nou cum s-a chemat la facere, își avea personajele lui: Marcel Budala acordeonist cunoscut în 7 sate, Aurel al lui Gariu ce se băga pe fundul apei și ieșea cu un pește într-o mână, unul în cealalta mână și altul în dinți,... și prin ei se umplea satul cu poveștile lor de viață, pe care le mai auzim și noi acum din gurile domoale ale bătrânilor ce și-au trăit viața asta și parcă așteaptă să se ducă, că viitorul nu le mai spune nimic bun.
Comunismul a trecut peste ei și i-a răscolit, le-a transformat raiul în iad, dar s-au obișnuit. Iadul a luat și el față umană și și-au dus viața înainte. Tinerii au luat drumul orașelor, zona s-a mecanizat și proiectele de la București au început să se materializeze în lucrările funciare de anvergură. Locul ăsta a avut totuși noroc, este așa izolat de căile principale de comunicație, ca transformările nu i-au schimbat fața, ci poate chiar au înnobilat-o. A apărut o frumusețe de lac în arcul pădurii de la "Dig" pe terenurile oamenilor, dar care, ce spun eu, nu mai erau ale oamenilor. Sistemul de irigații funcționa din plin și recoltele record, nu erau ale oamenilor, erau ale țării întregi, un termen abstract care înghițea bunuri cu nemiluita, pentru alte lucrări de anvergură... Oricum, mai nimic nu se întorcea la ei. Totuși, Satul Nou era în continuare frumos, însă poveștile începeau să aibă o aură de legendă, pentru că altele nu le mai luau locul.
A venit anul 1971, an ca toți anii, nu și pentru Satul Nou însă. Anul ăsta a inundat piciorul de plai și a umplut gura de rai cu nămol și durere. Ploile au umplut la refuz lacul și acțiunea nesăbuită a oamenilor ce nu au cunoscut vulnerabilitățile barajului făcut din pământ, au dus la dezastru. Satul tot, astăzi Stejarul, ca să i se uite numele, s-a mutat mai aproape de comună și deapană, cât mai are prin cine, poveștile devenite legende.